# Liste der Schutzgebiete im Kanton Appenzell Ausserrhoden
Diese Aufstellung listet alle offiziell ausgewiesenen Schutzgebiete in Natur- und Landschaftsschutz (wie z. B. Naturschutzgebiete, Landschaftsschutzgebiete, Nationalparks etc.) im Schweizer Kanton Appenzell Ausserrhoden auf (Stand 11. November 2014). Die Aufstellung folgt der Common Database on Designated Areas der Europäischen Umweltagentur (EEA).
| Schlüssel- nummer | Art                       | Gebietstyp        | Gebietsname                               | CDDA- Sitecode | IUCN- Kategorie | Fläche in ha | Koordinate                      | Jahr der Ausweisung | Bild |
| ----------------- | ------------------------- | ----------------- | ----------------------------------------- | -------------- | --------------- | ------------ | ------------------------------- | ------------------- | ---- |
| CH02_139          | Hochmoor/Übergangsmoor    | Naturreservat     | Cholwald Schwaegalp                       | 148805         | Ia              | 2,78231      | 47° 15′ 50″ N, 9° 18′ 33,6″ O   | 1991                |      |
| CH02_583          | Hochmoor/Übergangsmoor    | Naturreservat     | Moor nordwestlich Gisleren/Schoenauwald   | 148775         | Ia              | 0,34573      | 47° 18′ 23,3″ N, 9° 14′ 45,6″ O | 1991                |      |
| CH02_592          | Hochmoor/Übergangsmoor    | Naturreservat     | Breitmoos 2                               | 148779         | Ia              | 0,59254      | 47° 18′ 10,5″ N, 9° 14′ 8,8″ O  | 1991                |      |
| CH02_582          | Hochmoor/Übergangsmoor    | Naturreservat     | Moor auf dem Schwarzenberg                | 148780         | Ia              | 0,9452       | 47° 18′ 3,5″ N, 9° 14′ 58,3″ O  | 1991                |      |
| CH02_145          | Hochmoor/Übergangsmoor    | Naturreservat     | Stillert                                  | 148781         | Ia              | 0,48015      | 47° 18′ 5,8″ N, 9° 17′ 33,5″ O  | 1991                |      |
| CH02_143          | Hochmoor/Übergangsmoor    | Naturreservat     | Forenmoesli/Burketwald/Paradisli          | 148786         | Ia              | 1,58063      | 47° 17′ 35″ N, 9° 15′ 30,5″ O   | 1991                |      |
| CH02_581          | Hochmoor/Übergangsmoor    | Naturreservat     | Guggenhalden                              | 148787         | Ia              | 0,23642      | 47° 17′ 42″ N, 9° 14′ 58,7″ O   | 1991                |      |
| CH02_144          | Hochmoor/Übergangsmoor    | Naturreservat     | Bruggerenwald                             | 148788         | Ia              | 0,53021      | 47° 17′ 26,7″ N, 9° 14′ 59,2″ O | 1991                |      |
| CH02_596          | Hochmoor/Übergangsmoor    | Naturreservat     | Moore zwischen Alp Stoeck und Gschwend    | 148792         | Ia              | 0,48851      | 47° 17′ 1,9″ N, 9° 13′ 45,8″ O  | 1991                |      |
| CH02_597          | Hochmoor/Übergangsmoor    | Naturreservat     | Moor zwischen Telleren und Chli Langboden | 148793         | Ia              | 0,34358      | 47° 17′ 0,4″ N, 9° 14′ 23,7″ O  | 1991                |      |
| CH02_580          | Hochmoor/Übergangsmoor    | Naturreservat     | Moor suedoestlich Beldschwendi            | 148764         | Ia              | 0,19418      | 47° 19′ 51,2″ N, 9° 14′ 46,4″ O | 1991                |      |
| CH02_166          | Hochmoor/Übergangsmoor    | Naturreservat     | Hofguetmoor                               | 148756         | Ia              | 0,31597      | 47° 22′ 29,5″ N, 9° 29′ 19,3″ O | 1991                |      |
| CH02_168          | Hochmoor/Übergangsmoor    | Naturreservat     | Forenmoos/Schachenmoos                    | 148760         | Ia              | 2,29773      | 47° 21′ 36,9″ N, 9° 29′ 9,5″ O  | 1991                |      |
| CH02_167          | Hochmoor/Übergangsmoor    | Naturreservat     | Hirschberg                                | 148762         | Ia              | 0,20122      | 47° 20′ 53,5″ N, 9° 28′ 54,2″ O | 1991                |      |
| CH02_165          | Hochmoor/Übergangsmoor    | Naturreservat     | Suruggen/Chellersegg                      | 148755         | Ia              | 1,3329       | 47° 23′ 28,4″ N, 9° 29′ 35,2″ O | 1991                |      |
| CH02_537          | Hochmoor/Übergangsmoor    | Naturreservat     | Untere Fischeren                          | 148782         | Ia              | 0,25745      | 47° 17′ 57,8″ N, 9° 13′ 15,1″ O | 1991                |      |
| CH04_0894         | Flachmoor                 | Naturschutzgebiet | Moore zwischen Alp Stöck und Gschwend     | 166599         | IV              | 1,74653      | 47° 17′ 2,8″ N, 9° 13′ 53,2″ O  | 1996                |      |
| CH04_0885         | Flachmoor                 | Naturschutzgebiet | Moor nordwestlich Gisleren / Schönauwald  | 166571         | IV              | 2,21905      | 47° 18′ 28,2″ N, 9° 14′ 44,8″ O | 1996                |      |
| CH04_0892         | Flachmoor                 | Naturschutzgebiet | Forenmösli / Burketwald / Paradisli       | 166585         | IV              | 2,81281      | 47° 17′ 46,1″ N, 9° 15′ 18,5″ O | 1994                |      |
| CH04_0891         | Flachmoor                 | Naturschutzgebiet | Burket Wald                               | 166590         | IV              | 6,58131      | 47° 17′ 30″ N, 9° 15′ 32,5″ O   | 1994                |      |
| CH04_0914         | Flachmoor                 | Naturschutzgebiet | Cholwald Schwägalp                        | 166621         | IV              | 19,91559     | 47° 15′ 46,1″ N, 9° 18′ 40,7″ O | 1994                |      |
| CH04_0880         | Flachmoor                 | Naturschutzgebiet | Egg                                       | 166574         | IV              | 8,48519      | 47° 18′ 10,6″ N, 9° 15′ 29,9″ O | 1994                |      |
| CH04_0899         | Flachmoor                 | Naturschutzgebiet | Stillert                                  | 166580         | IV              | 3,42269      | 47° 18′ 3″ N, 9° 17′ 34,6″ O    | 1994                |      |
| CH04_0888         | Flachmoor                 | Naturschutzgebiet | Breitmoos (AR)                            | 168905         | IV              | 13,15806     | 47° 18′ 6,5″ N, 9° 14′ 3,5″ O   | 1994                |      |
| CH04_0889         | Flachmoor                 | Naturschutzgebiet | Untere Fischeren                          | 166581         | IV              | 5,21871      | 47° 17′ 55,3″ N, 9° 13′ 25,2″ O | 1994                |      |
| CH04_0115         | Flachmoor                 | Naturschutzgebiet | Hofguetmoor                               | 166526         | IV              | 4,68739      | 47° 22′ 27,5″ N, 9° 29′ 25,3″ O | 1996                |      |
| CH04_0112         | Flachmoor                 | Naturschutzgebiet | Langmoos / Foren                          | 166539         | IV              | 24,11524     | 47° 21′ 23,6″ N, 9° 28′ 44,7″ O | 1994                |      |
| CH04_0111         | Flachmoor                 | Naturschutzgebiet | Gross Moos / Rietlerwald                  | 166541         | IV              | 11,17292     | 47° 21′ 20,3″ N, 9° 29′ 26,5″ O | 1994                |      |
| CH04_0145         | Flachmoor                 | Naturschutzgebiet | Östl. Haumösli                            | 166567         | IV              | 7,09113      | 47° 18′ 53,5″ N, 9° 18′ 7,4″ O  | 1994                |      |
| CH05_0002         | Amphibienlaichgebiet      | Naturschutzgebiet | Kiesgrube List                            | 387633         | IV              | 0,85799      | 47° 21′ 36,3″ N, 9° 21′ 39″ O   | 2001                |      |
| CH06_01705        | Trockenwiese/Trockenweide | Naturschutzgebiet | Giger                                     | 398761         | IV              | 1,38838      | 47° 22′ 28,8″ N, 9° 28′ 31,7″ O | 2010                |      |
| CH06_01708        | Trockenwiese/Trockenweide | Naturschutzgebiet | Nusshalden                                | 398762         | IV              | 2,91785      | 47° 16′ 54,9″ N, 9° 19′ 13,7″ O | 2010                |      |